# Judith Franzen
Judith Franzen (* 23. April 1999 in Heinsberg) ist eine deutsche Leichtathletin.

## Karriere
Franzen nahm an der 4-mal-400-Meter-Staffel der Frauen bei den Weltmeisterschaften 2022 in Eugene teil und schied dort im Vorlauf aus. In diesem Jahr wurde sie außerdem Deutsche Vizemeisterin über 400 Meter. 2023 wurde sie Deutsche Vizemeisterin in der 4-mal-400-Meter-Staffel.
2025 wurde sie sowohl in der 4-mal-400-Meter-Staffel als auch in der Mixed-Staffel Deutsche Vizemeisterin.